# Пешковы
Пешковы (в дореформенном написании — Пѣшковы) — российский дворянский род.
Борис Анфилофиевич Пешков московский дворянин (1692).

## Происхождение и история рода
Определением Правительствующего Сената надворный советник, инженер путей сообщения Николай Алексеевич Пешков произведён в потомственное дворянское достоинство (1870) с внесением в третью часть Дворянской родословной книги по заслугам его отца, коллежского советника Алексея Кирилловича Пешкова. Определением Правительствующего Сената в дворянское достоинство по личным заслугам произведён (1889) его родной брат Александр Алексеевич Пешков с внесением во вторую часть дворянской родословной книги.
В 1899 году Александр Пешков стал одним из инициаторов строительства Казанской церкви в Луге. В 1900 году он, как владелец имения Естомичи, пожертвовал 5 га земли для Лужского отделения реального училища-приюта. Генерал-майору Александру Алексеевичу Пешкову в деревне Естомичи Лужского уезда, по данным «Памятной книжки Санкт-Петербургской губернии» за 1905 год, принадлежало 3343 десятины земли.
Сын Николая Алексеевича Николай Николаевич Пешков был харьковским губернатором и офицером генштаба, участником монархического движения.

## Описание герба
Щит разделен на четыре части. В первой и четвертой червленых частях золотой трилистный крест над серебряным полумесяцем вверх. Во второй и третьей золотых частях скачущий вправо через три зеленых холма черный конь с червлеными глазами и языком. Щит увенчан дворянским коронованным шлемом. Нашлемник: два черных орлиных крыла, на каждом по золотой горящей гранате. Между крыльями вертикально серебряный с золотой рукояткой меч острием вверх. Намет: справа червленый с золотом, слева черный с золотом.

## Известные представители
- Николай Алексеевич Пешков (1825—1891) — действительный статский советник, инженер путей сообщения[5].
  - Николай Николаевич Пешков (1857 — после 1917 года) — офицер генерального штаба, генерал-лейтенант, губернатор Харьковской губернии (1906—1908), председатель Русского Собрания (1912—1913), руководитель Комитета по организации экспедиций к Северному полюсу[6][7].
  - Фёдор Николаевич Пешков (1859—1910) — первый почетный гражданин Царского Села, был начальником Царскосельского дворцового управления в 1906—1910[8]. В честь него названа роза «General Th. Peschkoff», выведенная в 1909 году[9].
- Александр Алексеевич Пешков (1832—1912) — генерал-майор[10].